# Koeberlinia spinosa
Koeberlinia spinosa là danh pháp khoa học của một loài cây bụi bản địa khu vực tây nam Hoa Kỳ và miền bắc México, được biết đến dưới vài tên gọi trong tiếng Anh như Crown of Thorns (vòng gai), Allthorn (toàn gai) và Crucifixion Thorn (gai Jesus). Cho tới năm 2008 người ta coi nó là loài duy nhất của chi Koeberlinia (loài thứ hai là Koeberlinia holacantha W.C.Holmes, K.L.Yip & Rushing, 2008 ở Bolivia được miêu tả tháng 7 năm 2008). Chi Koeberlinia cũng được coi là duy nhất của họ Koeberliniaceae. Trước đây chi này được coi là một phần của họ Capparaceae.
Loài cây này là cây bụi có kích thước từ trung bình tới lớn, mọc cao tới 4 m (13 ft). Nó có màu xanh lục khi đang phát triển và có một thân cây mọc thẳng, phân cành nhiều lần thành một bụi rậm rắm rối. Đầu mỗi cành cứng thon lại thành gai dài và nhọn. Các lá nói chung ở dạng thô sơ, giống như các vảy nhỏ sớm rụng. Phần lớn quá trình quang hợp diễn ra ở các cành màu xanh lục. Loài cây bụi này nở nhiều hoa màu trắng tới trắng ánh xanh. Quả là quả mọng màu đen bóng, mỗi quả dài vài milimét; chúng hấp dẫn một số loài chim.
Koeberlinia spinosa có thể được tìm thấy tại các khu vực phía bắc cao nguyên Mexico và kéo dài về phía đông tới các chân đồi phía bắc của dãy núi Sierra Madre Oriental. Ở phía tây, nó sinh sống tới khu vực nam và trung sa mạc Sonora tại Sonora, cũng như miền nam và tây nam Arizona; nó cũng có ở bang Baja California Sur (một phần của sa mạc Sonora).

## Hình ảnh

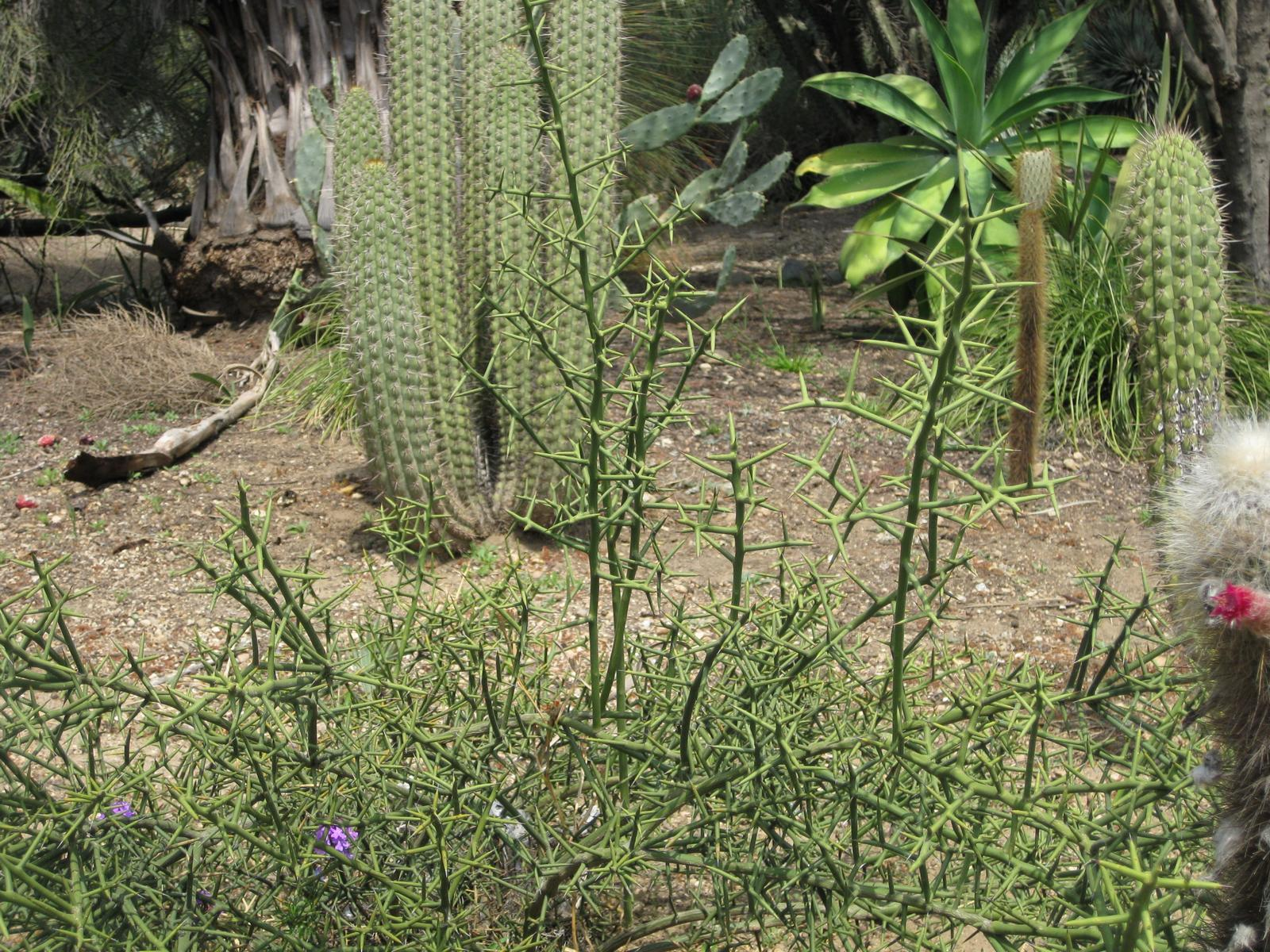
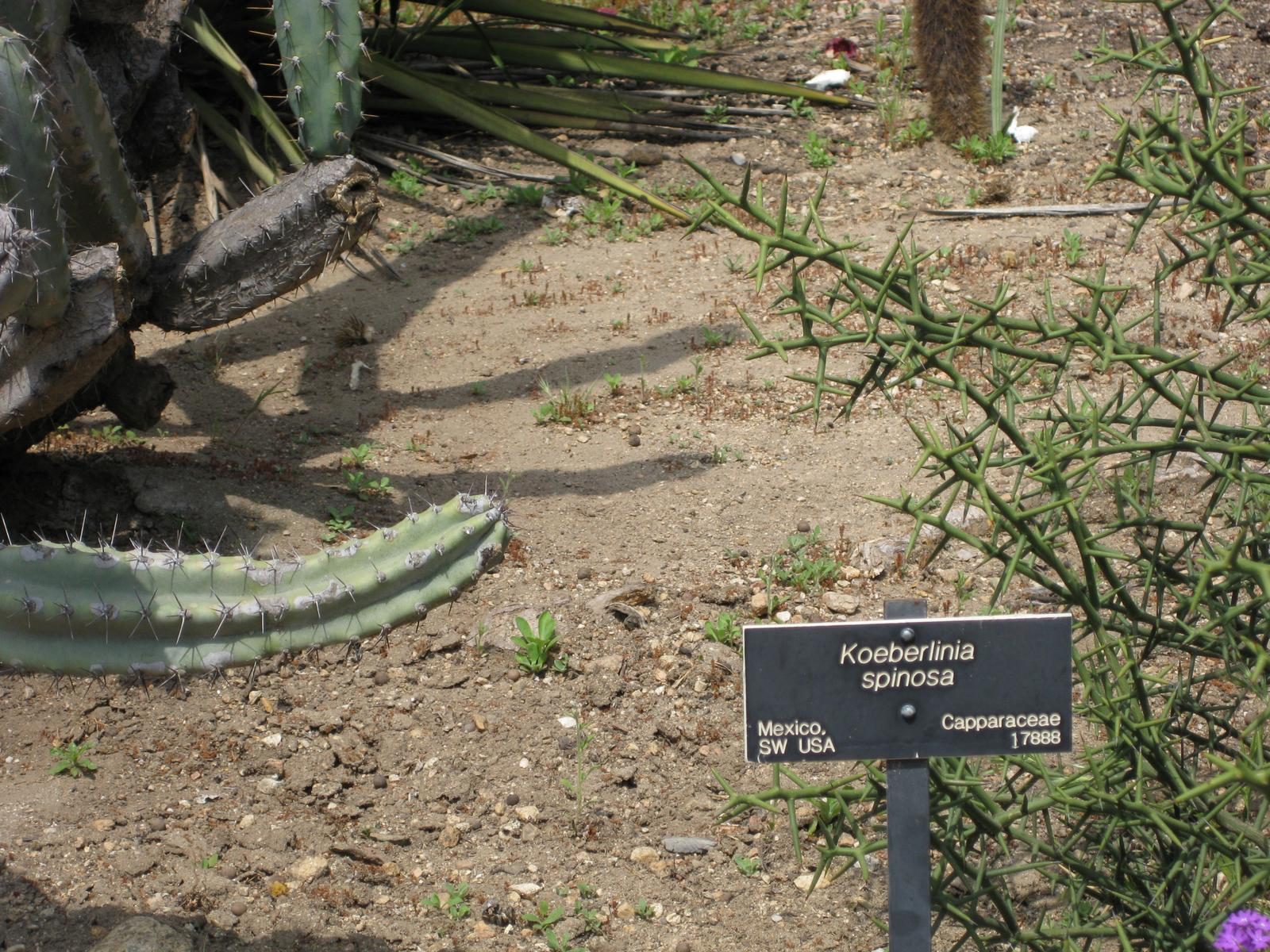
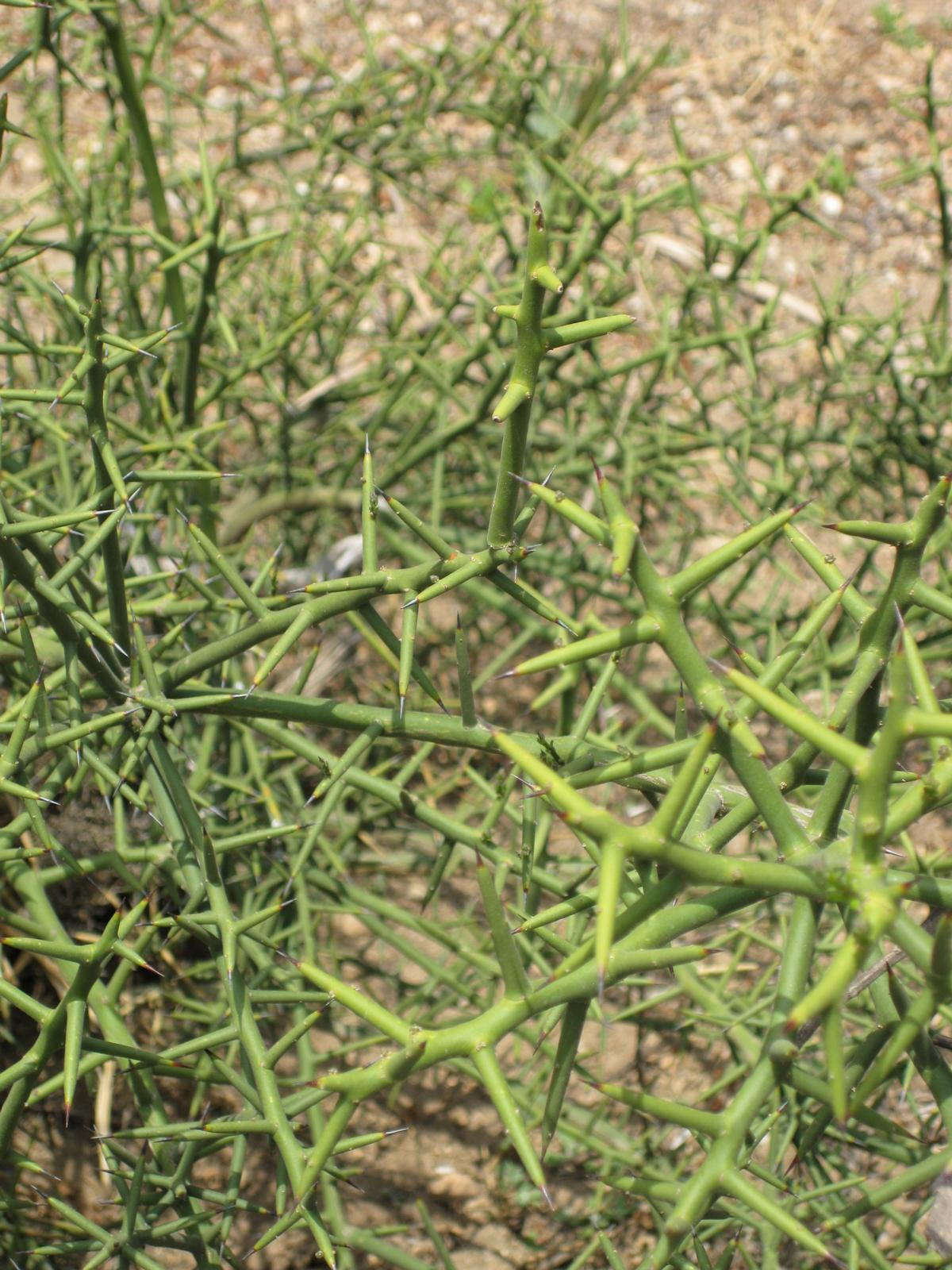